# Aeropuerto de Bardufoss
El Aeropuerto de Bardufoss (en noruego: Bardufoss lufthavn) (IATA: BDU, OACI: ENDU) está situado en la ciudad de Bardufoss, en el condado de Troms, Noruega.

## Aerolíneas y destinos
| Aerolíneas            | Destinos              |
| --------------------- | --------------------- |
| Norwegian Air Shuttle | Bodø, Oslo-Gardermoen |

## Accidentes e incidentes
El 3 de noviembre de 1994, el vuelo 357 de Scandinavian Airlines System, un McDonnell Douglas MD-82 en ruta hacia el aeropuerto de Bodø y el aeropuerto de Oslo-Fornebu, fue secuestrado por Haris Keč. El hombre, de nacionalidad bosnia y residente en Noruega, pidió a las autoridades noruegas que ayudaran a detener la guerra de Bosnia. Ningún pasajero ni miembro de la tripulación fue herido en este incidente, que acabó con la rendición en el aeropuerto de Oslo-Gardermoen siete horas después.